# Never Can Say Goodbye (álbum)
Never Can Say Goodbye es el álbum debut de la cantante estadounidense Gloria Gaynor, lanzado el 23 de enero de 1975 por MGM. El álbum es importante porque contiene las primeras canciones del naciente género disco, lo que lo hace uno de los primeros en su estilo de la historia de la música.
La producción de Paul Leka también contribuyó a hacer del álbum un disco para discotecas, ya que fue el primer álbum de la historia con el formato disco mix o de reproducción continuada.
El álbum alcanzó el puesto 25 en las lista del Billboard US Pop, y el 21 en los charts estadounidenses de R&B, mientras que en el Reino Unido llegó al puesto 34. Su tema homónimo también entró en las listas, llegando al puesto 2 en el Reino Unido en los primeros días de 1975.